# Страйдер Хирю
Страйдер Хирю (яп. ストライダー飛竜 Суторайда Хирю, англ. Strider Hiryu) — персонаж, созданный Capcom и Мото Кикаку. Хотя в первую очередь он известен как игровой персонаж, он дебютировал в 1988 году как главный герой в одноимённой манге, издававшейся исключительно в Японии.
Хирю впервые появился в видеоиграх в аркадной игре Strider в 1989 году. С момента своего дебюта, он появлялся в различных видеоиграх Capcom, в частности, в серии Marvel vs. Capcom. Несколько публикаций и опросов считали его одним из самых популярных персонажей Capcom, одним из лучших персонажей ниндзя в видео-играх и даже величайшим героем во всех играх.

## Концепция и создание
В большинстве версий истории Страйдера, Хирю — элитный участник футуристической группы, высокотехнологичных ниндзя-агентов, известных как «Страйдеры», которые специализируются в различных видах грязной работы, например таких как шпионаж, диверсии и убийства. Его коронным оружием является «Сайфер», плазменный меч с ручкой, которая позволяет использовать оружие как тонфу. Также он имеет трёх роботов помощников, которых он может позвать на помощь.
Один из создателей игры для аркадных автоматов Коити Ёцуи заявил, что серия Strider Hiryu была задумана как мультимедийное сотрудничество между Capcom и Мото Кикаку. Оба соавтора уже сотрудничали ранее над созданием видеоигры, выполненной по мотивам манги Tenchi wo Kurau. Кикаку создавал мангу, в то время как фирма Capcom разработала две отдельных игры для аркадных автоматов и NES. Все три проекта имеют общие элементы в сюжетной линии, но есть и небольшие различия. Из-за участия Мото Кикаку в создании персонажа, его имя появляется в титрах игры и он указан в них как дизайнер персонажей.
Коити Ёцуи говорил, что именно он «настаивал на концепции ниндзя». Что касается трёх роботов-помощников Хирю, создателя вдохновили комиксы о ниндзя 1960-х годов: Shirato Sanpei в Kamui Gaiden, в которых у ниндзя были различные животные, которые поддерживали их в бою и атаковали их врагов. В беседе с Retro Gamer, Ёцуи сказал, что способность карабканья, имеющаяся у Страйдера Хирю, была вдохновлена его личным опытом, который он получил, оказавшись на крыше здания Capcom, опасаясь замерзнуть и не имея возможности позвать на помощь, он спустился вниз по зданию, докарабкавшись до пожарной лестницы.

## Появления

### Манга
Манга Страйдер Хирю, созданная Тацуми Вадой и Тэцуо Сибой, была опубликована по нескольким частям в ежемесячном журнале Comic Computique с мая по октябрь 1988 года, охватывающий шесть выпусков. За это время уже две игры Strider были в разработке. Впоследствии все выпуски были изданы в виде одного комикса 10 ноября 1989 года. Также был выпущен приквел под названием Strider Hiryu Gaiden (яп. ストライダー飛竜外伝), который был опубликован после завершения основной серии и не был включен в коллекционные переиздания.
Действие манги происходит в 2048 году, главный герой Хирю, молодой Страйдер класса-А, ушедший в отставку после принуждённого убийства своей старшей сестры Марии — сошедшего с ума Страйдера. Основная часть начинается с мирной жизни Хирю в Монголии, когда его бывший начальник, заместитель директора Матик, заставляет его уйти из отставки, чтобы убить своего лучшего друга Каина, который был захвачен врагами в Казахской ССР и рассказал им о секретах Страйдеров. С помощью Страйдера Шина, Хирю удаётся спасти и извлечь Каина, но он нападает на них после прихода в сознание. Хирю удалось остановить Каина, но не раньше, чем Шин был смертельно ранен и умирает. Герой находит небольшое устройство, имплантируемое под шею Каина и узнает, что он был предметом контроля над мозговым оружием под кодовым названием «Зэйн», а сестра Хирю Мария была под его влиянием, когда она предала и напала на других Страйдеров. После того, как Хирю восстанавливает разум Каина и его здравомыслие, Каин решает загладить свою вину за смерть Шина путём объединения, чтобы остановить проект и уничтожить его. Позже они узнают, что организация, известная просто как «Enterprise», стоит за созданием проекта Зэйн, и что сам Матик сотрудничает с главой компании Фэйсеас Клэйом. С помощью Каина, Главного Старайдера Курамото и несколько других групп Страйдеров, Хирю удается сорвать планы Матика и Фэйсеас Клэйма, и уничтожить главный терминал Зэйн.

### Видеоигры
Две версии игры Strider были созданы после публикации манги. NES-версия Strider, выпущенная через несколько месяцев после аркадной версии, адаптирует сюжет манги Strider Hiryu, хотя и были добавлены некоторые изменения в сюжете. Тем не менее, аркадная версия Strider следует совершенно иному сюжету, оставляя лишь несколько общих элементов, таких как сам Хирю и действие игры в Казахской ССР. В этой игре, Хирю был нанят повстанческой организацией покушающееся, на иностранного диктатора Гранд Мастера, который приобрел контроль над всеми военными в мире. Миссия Хирю заводит его не только в Казахстан, но и в Сибирь и на Амазонку, а также на летающий линкор «Балрог». В конце концов герой попадает в логово врага, космическую станцию «Третья Луна», в которой проходит последняя битва.
Также вышло продолжение аркадной версии Strider, под названием Strider 2, выпущенная в 1999 году, почти через десять лет после первой игры). В нём Грант Мастер вернулся к жизни и отвоевал землю, и Хирю должен вновь бороться против него и его приспешников, а также против Хиэна, бывшего Страйдера и соперника Хирю. Компания GRIN планировала сделать ремейк/перезапуск серии, однако в итоге была отменена из-за закрытия студии.
Ранний сиквел Strider был также создан британским издателем видеоигр U.S. Gold, за несколько лет до релиза Strider 2. Названный как Strider II в Европе и Journey from Darkness: Strider Returns в Северной Америке, игра была выпущена для различных домашних компьютеров в 1990 году и переиздана для консолей Sega в 1992 году. В Strider II, тем не менее, подразумевается, что главным героем является всё тот же самый Страйдером из оригинальной игры, однако он был переименован как Ниндзё (англ. Ninjo). Здесь Страйдер должен спасти молодую женщину, лидера планеты Магента Лексию от террористической группы, во главе с Гранд Мастером (изначально не появляется в компьютерных версиях).

### Другие появления
Хирю также появляется как персонаж в тактической ролевой игре Namco × Capcom и в кроссоверах-файтингах Marvel vs. Capcom: Clash of Super Heroes, Marvel vs. Capcom 2: New Age of Heroes и Ultimate Marvel vs. Capcom 3, где он является одним из многих персонажей, представляющих вселенную Capcom. Его окончательный ролик в первом Marvel vs. Capcom — отсылка к финалу в оригинальном Strider.
Кроме того, Хирю несколько раз появлялся в качестве камео в других играх Capcom, в том числе в Hatena Hatena no Daibōken для Game Boy, в викторине Capcom World 2, в Street Fighter Alpha 2 (в качестве зрителя на этапе Кена), Mega Man Legends, и на картах в проекте Card Fighters, разработанной компанией SNK. Также была выпущена фигурка Страйдера компанией ToyBiz в 1999 году.

## Восприятие
Страйдер Хирю получил положительный отклик у критиков и широкой общественности. В 2008 году GameDaily причислили его на четвёртое место в списке из «25 лучших персонажей Capcom всех времен», заявив, что он «стал чрезвычайно популярным персонажем в арсенале Capcom»; Трэвис Фас из IGN назвал его одним из самых любимых персонажей серии игр Capcom, отметив, что несмотря на привлекательный стиль и все его крутые движения, издатель никогда не знал, что делать с ним. В 2009 году Страйдер Хирю был одним из 64 персонажей, выбранных для опроса GameSpot как «Величайший герой игры всего времени», в которой он выиграл у Кейт Арчера, но проиграл во втором туре против Нико Беллика. В 2012 году критик из GamesRadar назвал Хирю «прочным классическим героем», и поставил его на 59-е место в список самых запоминающихся, влиятельных, и крутых протагонистов в играх.
Критики считают, что дизайн Страйдера Хирю заимствован с образов ниндзя в кинофильмах. Он занял 7-е место в десятке персонажей ниндзя из игр, в списке 1UP.com составленном в 2004 году и занял 3-ое место в похожем списке, опубликованным сайтом ScrewAttack в 2010 году. В этом же году Game Informer выбрал Страйдера Хирю как одного из 20 персонажей Capcom, которых они хотели бы видеть в файтинге Namco vs Capcom, и чтобы он был партнёром Таки из серии Soul. Через два года журнал Complex включил Страйдера в список наиболее долгожданных персонажей в проекте Capcom vs Sega, представляя сражение Страйдера Хирю с классическим ниндзя Sega Джо Мусаси. Complex также поставил его на третье место популярных акробатических персонажей в видеоиграх, в списке составленном в 2011 году и, как номер-один-ниндзя в быстрых играх в 2012 году, назвав его идеальным ниндзя.